# مطار السين العسكري
مطار السين العسكري أو مطار الصقّال العسكري هو مطار عسكري في محافظة ريف دمشق بسوريا. يقع على بعد حوالي 140 كيلومترا جنوب غرب مدينة تدمر وعلى بعد 90 كيلومترا شمال شرق دمشق. يحتوي على 36 حظيرة ومدرجين للإقلاع والهبوط طول أحدهما 3 كيلومتر والآخر 2.5 كيلومتر.